# Norakert
Norakert (en armenio: Նորակերտ) es una comunidad rural de Armenia ubicada en la provincia de Armavir.
En 2009 tenía 3228 habitantes.
La economía local se basa en la agricultura y la ganadería, pero la producción agrícola depende del regadío por hallarse en un clima semidesértico. El pueblo fue fundado en 1946.
Se ubica unos 5 km al noreste de la ciudad de Echmiadzin.